# Progresu (okręg Jałomica)
Progresu – wieś w Rumunii, w okręgu Jałomica, w gminie Făcăeni. W 2011 roku liczyła 643 mieszkańców.